# Asteroschema laeve
Asteroschema laeve is een slangster uit de familie Asteroschematidae.
De wetenschappelijke naam van de soort werd in 1872 gepubliceerd door Theodore Lyman.
1. ↑  Lyman, T. (1872). Note sur les Ophiurides et Euryales qui se trouvent dans les collections du Muséum d’Histoire Naturelle de Paris. Annales des Sciences Naturelles, Zoologie et Paléontologie ser. 5 16(4): 3. Gearchiveerd op 21 maart 2017.